# Круковець Валентин Васильович
Валентин Васильович Круковець (нар. 18 березня 1979) — український футболіст, що виступав на позиції нападника і півзахисника. Відомий за виступами у чернігівській «Десні», де був одним із кращих бомбардирів команди. виступав також за низку інших команд першої української ліги. Після закінчення кар'єри професійного футболіста — український футбольний тренер.

## Футбольна кар'єра
Валентин Круковець є вихованцем луцького футболу, і розпочав заняття футболом у місцевій ДЮСШ, нетривалий час виступав у чемпіонаті області за луцький клуб «Кристал». Після закінчення школи молодий футболіст отримав запрошення від івано-франківського «Прикарпаття», проте за основну команду так і не зіграв, дебютував у професійному футболі виступами за фарм-клуб прикарпатців із другої ліги «Тисмениця». Після нетривалих виступів у другій лізі Круковець повернувся до Луцька, і виступав у аматорській команді «Троянда-Експрес» з Гірки Полонки.
Успішні виступи за тисменицьку і гіркополонківську команду привернули увагу до Валентина керівництва головної команди Волині — луцької «Волині», яка на той час виступала в першій українській лізі. У першій лізі футболіст дебютував 15 березня 2000 року в грі з черкаським «Дніпром». Проте Круковець не відразу став основним футболістом команди, хоча за другу половину сезону він зіграв 16 матчів, проте в більшості з них він або виходив на заміну, або був замінений сам. З початку сезону 2000—2001 футболіст був постійним гравцем основи, проте до кінця першого кола він втратив місце в основі, та, зігравши за першу половину сезону 16 матчів чемпіонату, покинув клуб, і став гравцем команди другої ліги «Сокіл» із Золочева. У команді він став гравцем основного складу, а з наступного сезону — й одним із кращих бомбардирів команди. Наступного сезону «Сокіл» зайняв друге місце в груповому турнірі, та вийшов до першої ліги. Круковець продовжив виступи за золочівську команду вже в першій лізі. Оскільки на той час у «Сокола» з'явився фарм-клуб у другій лізі — чернігівська «Десна», то він мав можливість виступати як за «Сокіл», так і за «Десну». Успішна гра футболіста зумовила керівництво чернігівського клубу після припинення існування «Сокола» викупити контракт Круковця.
Після того, як Валентин Круковець став повноцінним гравцем «Десни», він швидко стає не лише одним із її основних гравців, але й одним із її кращих бомбардирів. Тривалий час чернігівська команда виступала в другій лізі, й у сезоні 2005—2006 років Круковець зробив один із найбільших внесків для повернення чернігівського клубу до першої ліги, а в сезоні 2006—2007 років став також одним із кращих бомбардирів турніру першої ліги, відзначившись 13 забитими м'ячами у 32 зіграних матчах. Усього за «Десну» футболіст зіграв 143 матчі в чемпіонатах України, в яких відзначився 51 забитим м'ячем. У чернігівському клубі футболіст грав до кінця 2007 року, на початку 2008 року нетривалий час грав у іншій першоліговій команді «Сталь» з Дніпродзержинська, після чого закінчив виступи у професійному футболі.
Після закінчення виступів у професійному футболі Валентин Круковець повертається на Чернігівщину, де стає граючим тренером аматорської команди «Полісся» із селища Добрянка. Пізніше, з 2013 року, футболіст виступав за аматорський клуб «Ревна» із Семенівки. У 2016 році Круковець грав у складі ніжинського «Фрунзівця», у складі якого став володарем кубка області. З 2017 року Валентин Круковець виступає за бахмацький клуб «Агродім».